# Kōka Mon In no Bettō
Kōka Mon In no Bettō (皇嘉門院別当) est une poétesse japonaise qui vit durant les dernières années de l'époque de Heian dans la seconde moitié du XIIe siècle et dont le père est Minamoto no Toshitaka.
Elle est servante de Fujiwara no Kiyoko de Kōka Mon In, l'impératrice (Chūgū) de l'empereur  Sutoku et fille de Fujiwara no Tadamichi. Elle se fait nonne bouddhiste à la mort de l'impératrice Kiyoko en 1182.
Elle participe à plusieurs utaawase  (concours de poésie waka (poésie japonaise) entre 1175 et 1179. Quelques-uns de ses poèmes sont inclus dans l'anthologie poétiqueSenzai Wakashū et l'un d'entre eux est aussi inclus dans le Hyakunin Isshu. Elle fait partie des poètes citée dans le Ogura Hyakunin Isshu.